# Orectis euprepiata
Orectis euprepiata är en fjärilsart som beskrevs av Franz Dannehl. Orectis euprepiata ingår i släktet Orectis och familjen nattflyn. Inga underarter finns listade i Catalogue of Life.